# 熊作芳
熊作坊（1913年—1994年），中国人民解放军将领、中国人民解放军开国少将。
曾任中国人民志愿军68军副军长。1955年，授予中国人民解放军少将。